# San Salvatore Monferrato
San Salvatore Monferrato (San Salvador Monfrà in piemontese /sɑŋ sɑlvɑ'dʊr mʊŋ'frɑ/) è un comune italiano di 4 040 abitanti della provincia di Alessandria in Piemonte. Situato 10 chilometri a nord del capoluogo, sulle colline che separano le zone pianeggianti del casalese e dell'alessandrino.

## Storia

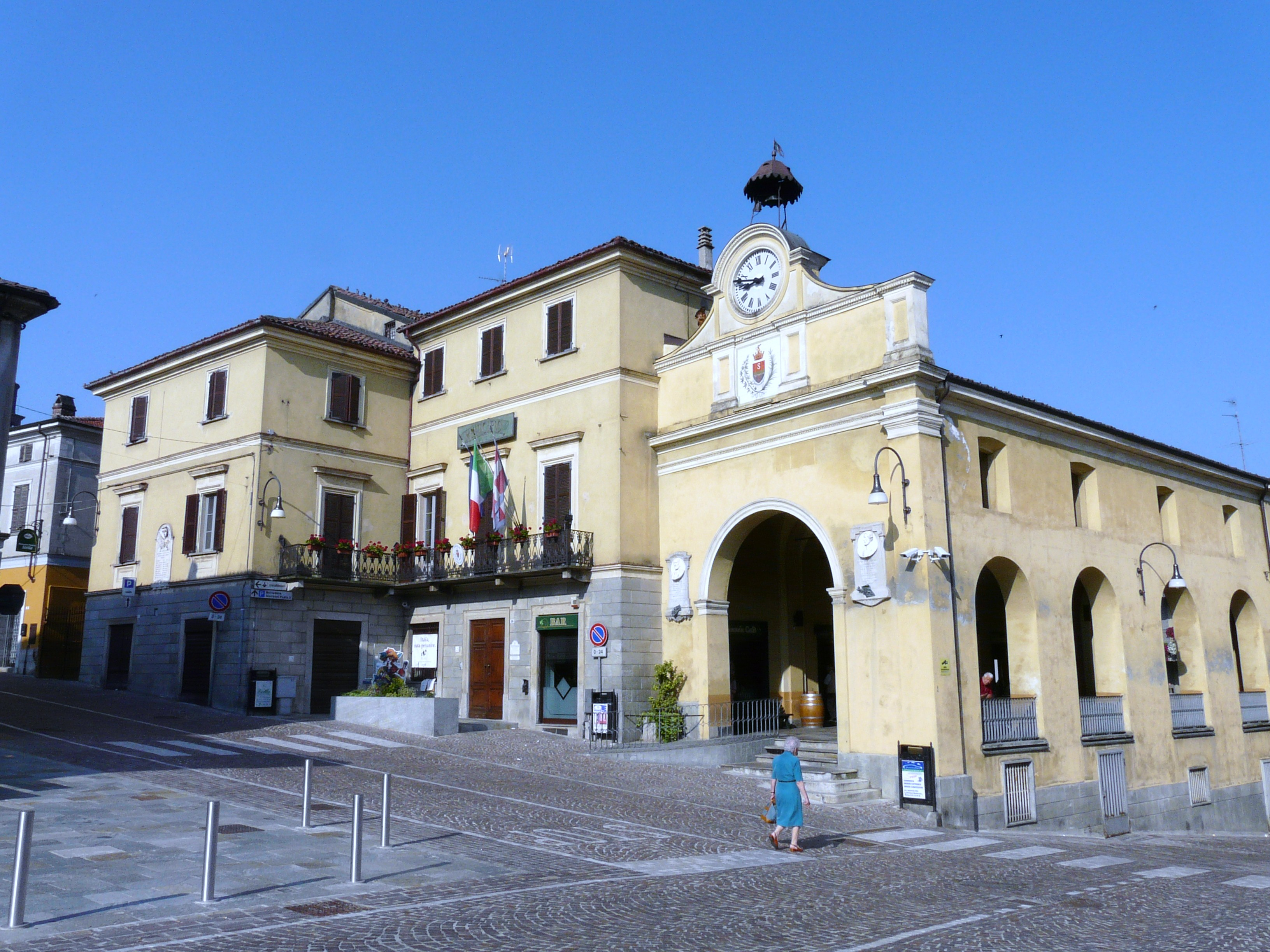
Il municipio

Di origini probabilmente romane, nota come Villa ad Vites e dal 1048 castrum Sancti Salvatoris.

Guglielmo V del Monferrato la ottenne dal Barbarossa nel 1164.
Dal XIV secolo al 1708 (quando passò sotto i Savoia), fece parte a fasi alterne del ducato di Milano o del marchesato del Monferrato (Paleologo e Gonzaga).

Durante la seconda guerra d'indipendenza, nell'aprile del 1859, fu sede del quartier generale di Vittorio Emanuele II.
Umberto I, re d'Italia, con R.D. del 18 ottobre e RR.LL.PP. del 30 dicembre 1894 ha conferito a San Salvatore Monferrato il titolo di città.
Comune agricolo, collegato prevalentemente alla cultura del vino, produzione messa in crisi alla fine dell'Ottocento dal flagello della fillossera, ha legato la sua crescita economica allo sviluppo di industrie manifatturiere (calzaturifici, abbigliamento sportivo, mobili) e al successo del distretto dell'oro che fa capo alla confinante Valenza, attirando, negli anni del boom economico, un vigoroso flusso migratorio, soprattutto dai comuni di Agerola e Leonforte.
Il paesaggio di San Salvatore è quello del basso Monferrato, colline e filari di viti a perdita d'occhio. Queste vedute sono state spesso riprodotte e idealizzate da artisti, come il sansalvatorese Antonio Panelli e l'alessandrino Franco Sassi (Alessandria 1912-1993) pittore, disegnatore e incisore, che dedicò a San Salvatore acquerelli di piccola dimensione e di grande effetto: Vedute di Valparolo, Colline, La torre e altre opere, realizzate negli anni '40-'50.

### Simboli
(Regio decreto del 30 dicembre 1894)
Il gonfalone è un drappo troncato di bianco e di rosso.

## Monumenti e luoghi d'interesse
Al XV secolo appartiene la Torre Paleologa (alta circa 24 metri) che domina la città. Venne costruita nel 1413 da Teodoro II Paleologo che in quel periodo governava il Monferrato.

### Chiesa di San Martino
La chiesa parrocchiale di San Martino, edificata nel quindicesimo secolo, presenta un interno barocco, ricchissimo di fregi e stucchi e di quadri di Guglielmo Caccia detto il Moncalvo e della sua scuola. Particolarmente pregevoli gli altari e la cappella del Crocifisso, protagonista del rito seicentesco dell'entierro.

### Chiesa di San Siro
La chiesa di San Siro (notizie dall'XI secolo) ha al suo interno l'adorazione dei pastori, grande tela del Moncalvo. La chiesa della Beata Vergine Assunta conserva al suo interno l'intero apparato decorativo rococò.

### Chiesa della Santissima Trinità
La chiesa della Santissima Trinità, a croce latina, con altare barocco ed una curiosa via crucis affrescata coi blasoni dei membri dell'omonima confraternita. La chiesa di Sant'Antonio conserva il quadro del Moncalvo "San Michele che abbatte il demonio".

### Santuario della Madonna del Pozzo
Non distante dal centro abitato è il Santuario della Madonna del Pozzo, risalente al XVIII secolo ed eretto in ricordo di un'apparizione mariana del 1616. All'interno del Santuario è presente il pozzo del miracolo in cui è apparsa la Vergine.

### Palazzi
San Salvatore è ricca di palazzi nobiliari del XVII-XVIII secolo, tra i quali possiamo citare: Palazzo Cavalli di S. Germano, ora sede del Municipio, Palazzo Carmagnola, Palazzo Oseo di Terno, ora sede della Biblioteca, Palazzo Bobba, Palazzo Calcamuggi di Montalero, Villa Lingua Gazzoli, quartier generale di stato maggiore durante la seconda guerra d'indipendenza, Palazzo Cavalli (già Merli Miglietti di Castelletto), opera di un pregevole architetto di formazione juvarriana, presenta un curioso apparato di affreschi, Palazzo Ollearo, Palazzo Franzini-Tibaldè. Il Campanone è con la Torre l'altro simbolo della città. Un bell'esempio di architettura "piacentiniana" è la Colonia Solare G. Barco.

Il cimitero comunale ospita numerose cappelle di interesse storico e artistico, tra cui il mausoleo di Paolo Provera, detto "Tantasà", curioso esempio di outsider art nonché quella del poeta Igino Ugo Tarchetti, nativo di San Salvatore.

### Villa Genova
È dotata di giardino di circa diecimila metri quadrati, viali e sentieri punteggiati da coltivazioni di rododendri e azalee, piccoli arbusti e alberi secolari. Fa parte del sistema dei "Castelli Aperti" del Basso Piemonte.
Nella Biblioteca Comunale è depositato il Fondo Villa, preziosa raccolta libraria soprattutto di interesse ligure, ricca di rarità e di preziose prime edizioni.

## Galleria d'immagini

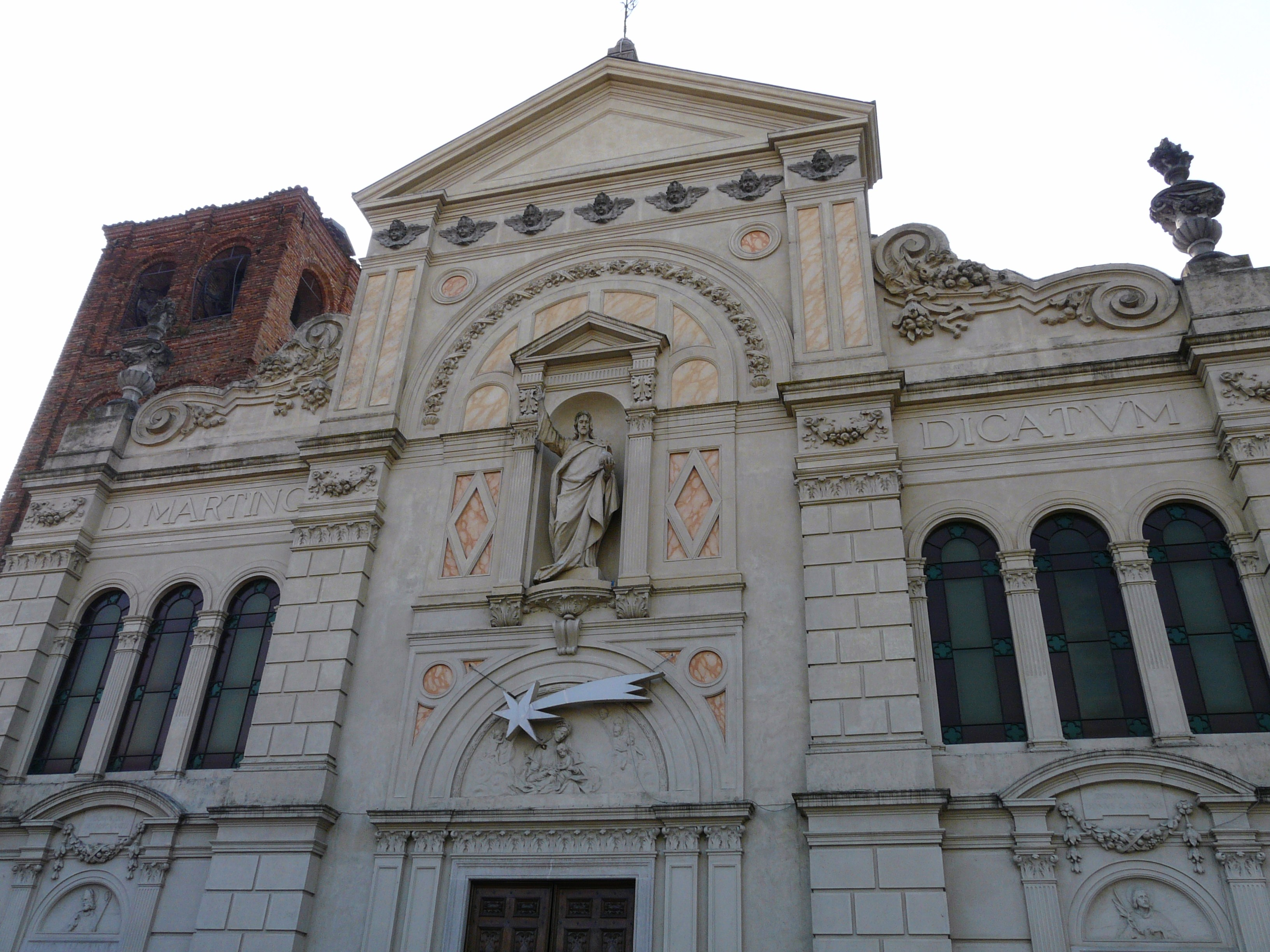
La parrocchiale di San Martino
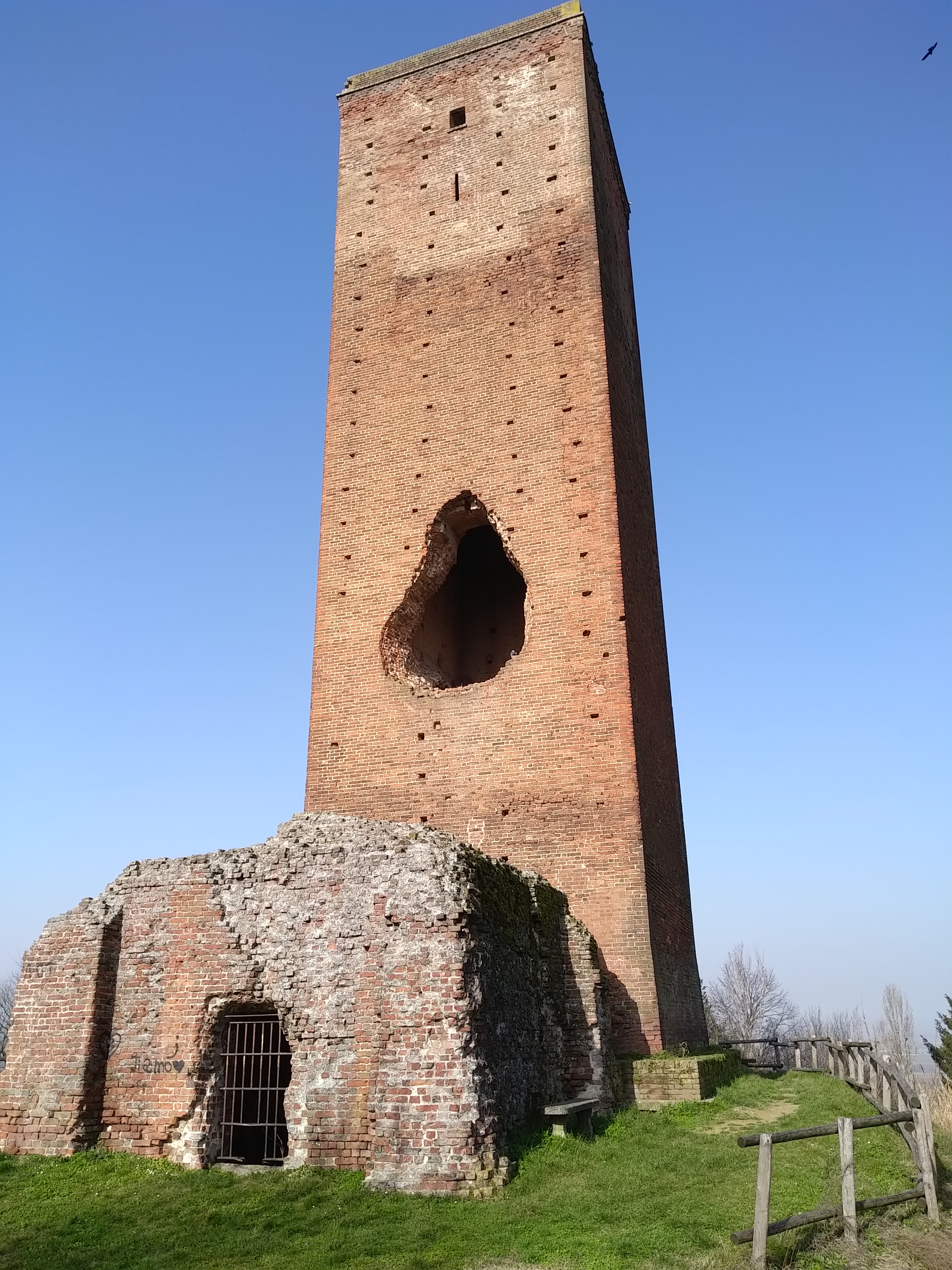
Torre Paleologa
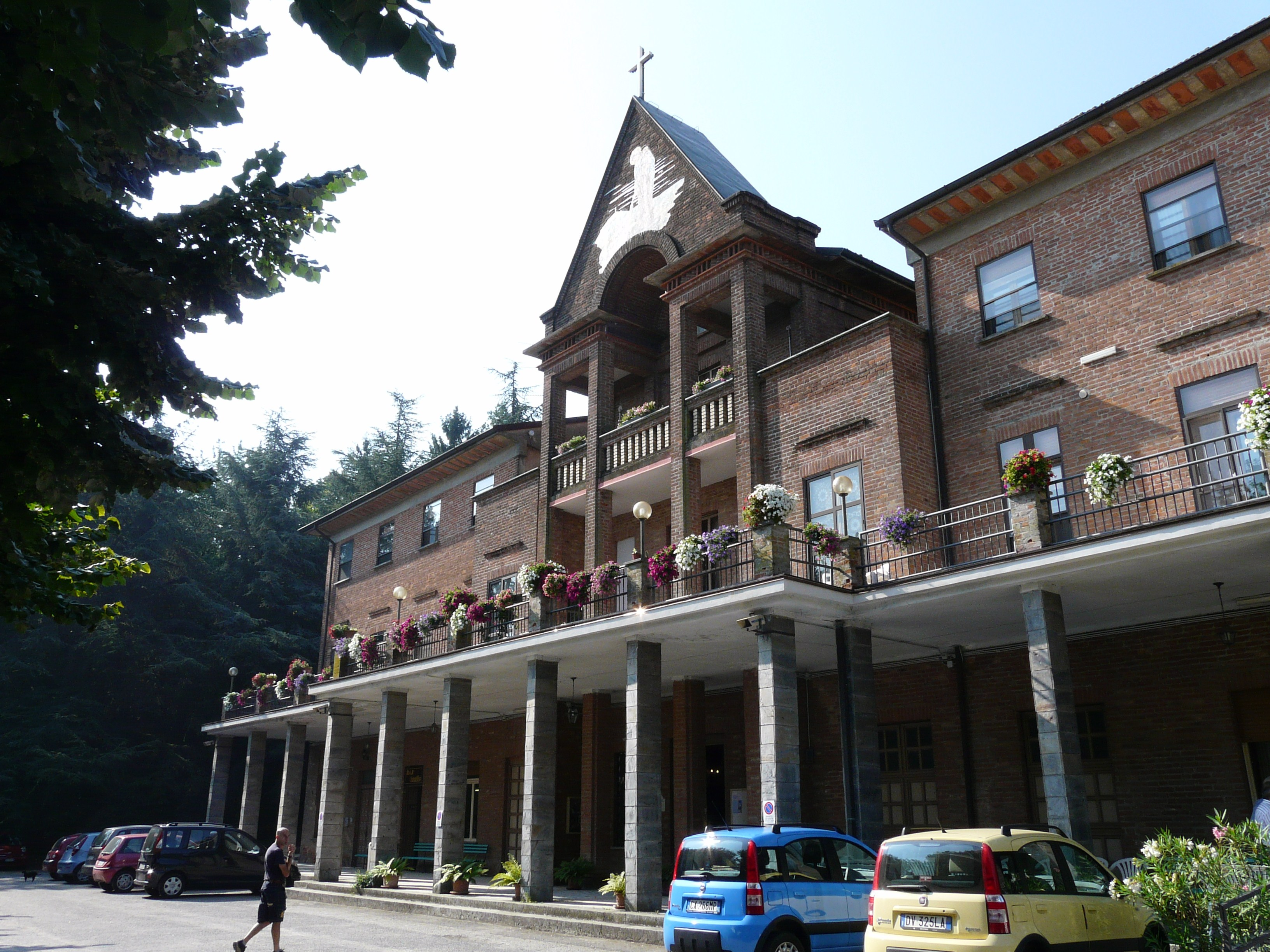
Facciata del Santuario della Madonna del Pozzo a S. Salvatore Monferrato
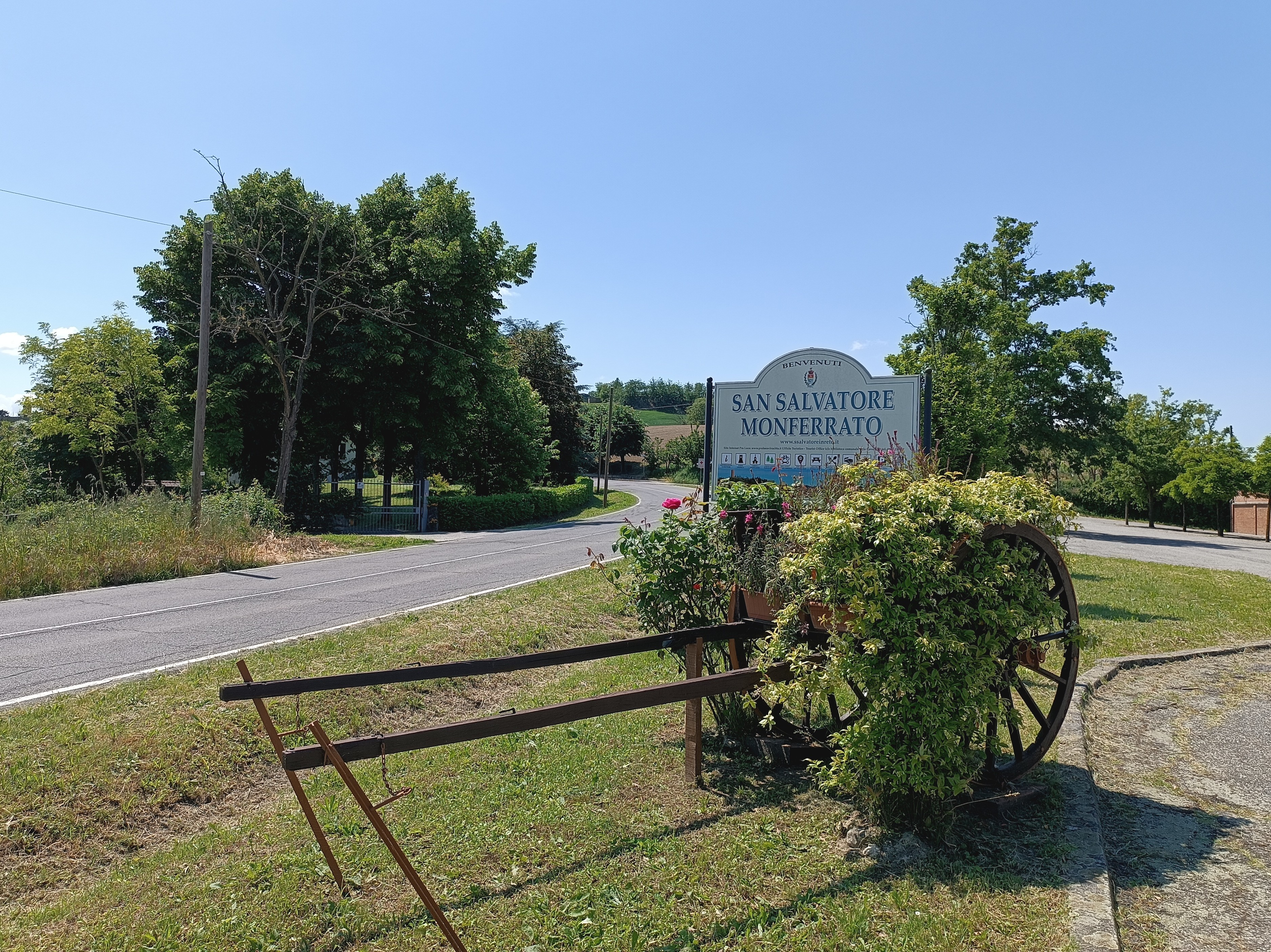
Ingresso della cittadina e cartello indicatore

## Società

### Evoluzione demografica
Abitanti censiti

Il comune di San Salvatore Monferrato è stato teatro di un importante flusso migratorio dalle regioni del Sud Italia, specialmente dalla Campania: anche per questo San Salvatore Monferrato è gemellato con Agerola, cittadina campana della provincia di Napoli.

## Amministrazione
Di seguito è presentata una tabella relativa alle amministrazioni che si sono succedute in questo comune.
| Periodo         | Periodo         | Primo cittadino   | Partito                             | Carica              | Note  |
| --------------- | --------------- | ----------------- | ----------------------------------- | ------------------- | ----- |
| 15 giugno 1985  | 25 maggio 1990  | Giuseppe Beccaria | Democrazia Cristiana                | Sindaco             | [ 9 ] |
| 25 maggio 1990  | 24 aprile 1995  | Giuseppe Beccaria | Democrazia Cristiana                | Sindaco             | [ 9 ] |
| 24 aprile 1995  | 2 dicembre 1996 | Giuseppe Beccaria | centro                              | Sindaco             | [ 9 ] |
| 3 dicembre 1996 | 28 aprile 1997  | Gerlando Iorio    |                                     | Comm. straordinario | [ 9 ] |
| 28 aprile 1997  | 14 maggio 2001  | Gianni Germonio   | lista civica                        | Sindaco             | [ 9 ] |
| 25 maggio 2001  | 30 maggio 2006  | Giuseppe Beccaria | lista civica                        | Sindaco             | [ 9 ] |
| 30 maggio 2006  | 16 maggio 2011  | Corrado Tagliabue | lista civica                        | Sindaco             | [ 9 ] |
| 16 maggio 2011  | 5 giugno 2016   | Corrado Tagliabue | lista civica: in comune con te      | Sindaco             | [ 9 ] |
| 5 giugno 2016   | 4 ottobre 2021  | Enrico Beccaria   | lista civica                        | Sindaco             | [ 9 ] |
| 4 ottobre 2021  | in carica       | Corrado Tagliabue | lista civica: San Salvatore Insieme | Sindaco             | [ 9 ] |

### Gemellaggi
- Agerola, dal 2011